# Mlađan Tudor
Mlađan Tudor (Split, 17. kolovoza 1953.) je hrvatski bivši košarkaš, državni reprezentativac. Po struci je ekonomist.
Igrao je od 1968. do 1985. godine. Igrački su mu uzori bili Rato Tvrdić i Juan Antonio Corbalan.

## Igračka karijera

### Klupska karijera
U karijeri je igrao za splitsku Jugoplastiku. U klubu je bio od 1968. godine. Doveo ga je legendarni trener Branko Radović. U prvoj je momčadi od jeseni 1971. do 1983. godine. Nakon toga je dvije godine igrao za splitski Dalvin od 1983. do 1985. godine.
Osvojio je jedno državno prvenstvo, tri kupa i dva Kupa Radivoja Koraća.
1972./73. je s Jugoplastikom igrao u finalu Kupa pobjednika kupova. U sastavu su još igrali Rato Tvrdić, Damir Šolman, Mihajlo Manović, Duje Krstulović, Lovre Tvrdić, Zdenko Prug, Dražen Tvrdić, Mirko Grgin, Ivo Škarić, Branko Macura, Zoran Grašo, a vodio ih je Srđan Kalember.
1975./76. je osvojio s Jugoplastikom Kup Radivoja Koraća. U sastavu su još igrali Željko Jerkov, Rato Tvrdić, Branko Macura, Mirko Grgin, Duje Krstulović, Damir Šolman, Ivo Bilanović, Ivo Škarić, Branko Stamenković, Ivica Dukan, Mihajlo Manović, Slobodan Bjelajac, Damir Šolman, Drago Peterka, a vodio ih je Petar Skansi.
1976./77. je s Jugoplastikom obranio naslov pobjednika Kupa Radivoja Koraća. U sastavu su još igrali Željko Jerkov, Rato Tvrdić, Damir Šolman, Duje Krstulović, Branko Macura, Mirko Grgin, Ivo Bilanović, Mihajlo Manović, Ivica Dukan, Slobodan Bjelajac, Ivan Sunara, Predrag Kruščić, Mladen Bratić, Deni Kuvačić, a vodio ih je Petar Skansi.

### Reprezentativna karijera
Igrao je za jugoslavensku reprezentaciju. Broj odigranih utakmica je relativno mali, jer je u ono vrijeme bila snažna konkurencija. Trebao je nastupiti na OI 1976., no umjesto njega išao je Blagoja Georgijevski. Ukupno je odigrao 10 utakmica i postigao 47 koševa.